# Trenton (condado de Pierce)
Trenton es un pueblo ubicado en el condado de Pierce en el estado estadounidense de Wisconsin. En el Censo de 2010 tenía una población de 1829 habitantes y una densidad poblacional de 23,41 personas por km².

## Geografía
Trenton se encuentra ubicado en las coordenadas 44°38′45″N 92°31′56″O / 44.64583, -92.53222. Según la Oficina del Censo de los Estados Unidos, Trenton tiene una superficie total de 78.13 km², de la cual 72 km² corresponden a tierra firme y (7.85%) 6.13 km² es agua.

## Demografía
Según el censo de 2010, había 1829 personas residiendo en Trenton. La densidad de población era de 23,41 hab./km². De los 1829 habitantes, Trenton estaba compuesto por el 97.87% blancos, el 0.16% eran afroamericanos, el 0.71% eran amerindios, el 0.22% eran asiáticos, el 0.11% eran isleños del Pacífico, el 0.11% eran de otras razas y el 0.82% pertenecían a dos o más razas. Del total de la población el 0.44% eran hispanos o latinos de cualquier raza.